# Vicio propio
Vicio propio (en inglés, "Inherent Vice") es una novela del escritor estadounidense Thomas Pynchon publicada en agosto de 2009.

## Título
El título de la novela ("Inherent Vice") se refiere al término legal conforme al cual se designa al vicio oculto que adolece una cosa de tal modo que provoca su deterioro, y que en español se conoce como vicio redhibitorio.

## Sinopsis
La novela se centra en la vida de "Doc" Sportello, un detective privado un tanto peculiar en la colorida ciudad de Los Ángeles de comienzos de los años setenta. La historia comienza cuando su ex, Shasta, seductora femme fatale, recurre a sus servicios profesionales dado que ha desaparecido su nuevo amante, un magnate inmobiliario que había visto la luz del buen karma, un tanto distorsionada por el ácido, y quería devolver a la sociedad todo lo que había expoliado. Sportello se ve enredado entonces en una intriga en la que los escrúpulos chispean por su ausencia y cuya trama es casi la de una novela negra clásica. A partir de ahí, Thomas Pynchon pergeña un retrato desbocado de una California poblada por surfistas embriagados de la mitología de las olas gigantes, combatientes de Vietnam o agentes del FBI reconvertidos en hippies, pandillas carcelarias, la escabrosa sombra de Charles Manson y sus acólitas, una brutal organización secreta de dentistas, policías corruptos, una protointernet o bellas masajistas de sexualidad ambigua. Todo sazonado con diálogos y guiños hilarantes, al ritmo de una frenética banda sonora que sirve de réquiem psicodélico por una época que pudo ser y no fue.

## Adaptación
Una adaptación cinematográfica, con el mismo nombre, fue estrenada el 12 de diciembre de 2014. Mantiene el título de la novela y está dirigida por Paul Thomas Anderson y protagonizada por Joaquin Phoenix, Josh Brolin, Katherine Waterston, Owen Wilson, Benicio del Toro y Reese Witherspoon.
- Datos: Q4127192